# Constante de Michaelis-Menten
La constante de Michaelis-Menten (símbolo Km) corresponde a la concentración de sustrato con la cual la velocidad de reacción enzimática alcanza un valor igual a la mitad de la velocidad máxima.
En medios con condiciones definidas de pH y temperatura, la constante tiene un valor fijo para cada enzima y sirve para caracterizarla.
Describe la cinética enzimática de muchas de ellas. Fue nombrada en honor de Leonor Michaelis y de Maud Menten. Este modelo cinético es válido sólo cuando la concentración de enzima es mucho menor que la concentración del sustrato (i.e., la concentración de enzimas es el factor limitante), y cuando la enzima no tiene regulación alostérica.